# Saint-Didier-sous-Écouves
Saint-Didier-sous-Écouves è un comune francese di 160 abitanti situato nel dipartimento dell'Orne nella regione della Normandia.

## Società

### Evoluzione demografica
Abitanti censiti